# Chandra Talpade Mohanty
Chandra Talpade Mohanty (née en 1955) est une sociologue et universitaire indo-américaine. Elle est professeure émérite d'études sur les femmes et le genre, de sociologie et des fondations culturelles de l'éducation à l'université de Syracuse. Théoricienne féministe postcoloniale et transnationale, elle plaide pour l'inclusion d'une approche transnationale dans l'exploration des expériences des femmes à travers le monde. 

## Biographie
Chandra Talpade Mohanty est née en 1955 en Inde. Elle obtient son diplôme d'anglais à l'université de Delhi en 1974 et un master en 1976. Elle passe quelque temps au Nigeria et à Londres, puis poursuit ses études aux États-Unis dont elle acquiert la nationalité. Elle prépare une maîtrise en didactique de l’anglais à l'université de l'Illinois à Urbana-Champaign en 1980, puis obtient son doctorat dans la même université en 1987. Depuis 2013, Mohanty dirige le département des études féminines à l'université de Syracuse. Elle a également été professeure d'études féminines au Hamilton College à Clinton, dans l'État de New York.
Elle est membre des conseils consultatifs du Center for Feminist Foreign Policy, et du Center for Intersectional Justice,
Elle est connue pour son essai de 1986, Sous les yeux de l'Occident : recherches féministes et discours coloniaux (Under Western Eyes: Feminist Scholarship and Colonial Discourses),.
En 2003, Mohanty publie Feminism Without Borders: Decolonizing Theory, Practicing Solidarity.

## Distinctions
Elle reçoit un doctorat honoris causa de l'université de Lund en 2008 et un doctorat honoris causa du College of Wooster en 2012.

## Publications

### Ouvrages
- Third World Women and the Politics of Feminism, avec Anne Russo et Lourdes M. Torres, Indiana University Press, 1991, 338 p.  (ISBN 978-0253206329)
- Feminist Genealogies, Colonial Legacies, Democratic Futures, avec M. Jacqui Alexander, Routledge Press, 1996, 464 p p.  (ISBN 0-415-91211-3)[10]
- (co-dir.) Feminism and War: Confronting U.S. Imperialism, avec Robin Riley et Minnie Bruce Pratt, Duke University Press Books, 2003, 300 p.  (ISBN 978-0822330219),
- avec M. Wetherell, Sage Handbook of Identities, Sage Publications, 2010,  (ISBN 978-1412934114)[11]
- avec Linda E. Carty (dir.), Feminist Freedom Warriors: Genealogies, Justice, Politics, and Hope, Haymarket Books, 2018, 200 p.  (ISBN 978-1608468973)

### Chapitres et articles
- « Under Western Eyes: Feminist Scholarship and Colonial Discourses », Feminist Review, vol. 30, no 1,‎ 1988, p. 61-88 (lire en ligne, consulté le 11 février 2021).
- « On Race and Voice: Challenges for Liberal Education in the 1990s », Cultural Critique, no 14,‎ hiver 1989-1990, p. 179-208 (lire en ligne, consulté le 12 février 2021).
- « Imperial Democracies, Militarised Zones, Feminist Engagements », Economic and Political Weekly, vol. 46, no 13,‎ 2011, p. 76-84 (lire en ligne, consulté le 12 février 2021).
- « Transnational Feminist Crossings: On Neoliberalism and Radical Critique », Signs: Journal of Women in Culture and Society, vol. 38, no 4,‎ été 2013 (lire en ligne, consulté le 10 février 2021).